# Плюшівник золотолобий
Плюшівни́к золотолобий (Catamblyrhynchus diadema) — вид горобцеподібних птахів родини саякових (Thraupidae).

## Поширення
Поширений в Прибережному гірському хребті на півночі Венесуели; в горах Сьєрра-де-Періха на північному сході Колумбії та вздовж північно-західного кордону Венесуели; в горах Сьєрра-Невада-де-Санта-Марта на північному сході Колумбії; і вздовж гірського хребта Анд від західної Венесуели через три ланцюги Колумбії, Еквадору, Перу, Болівії до крайнього північного заходу Аргентини (провінція Жужуй). Населяє нижні яруси високогірних вологих лісів та їхніх узліссях, переважно на висотах від 2300 до 3500 м над рівнем моря.

## Опис
Дрібний птах, завдовжки до 14 см. Дзьоб маленький, але товстий. Верхня частина тіла сіра. Верхівка голови яскраво-золотисто-жовта. Обличчя і нижня частина тіла яскраво-коричневі.

## Підвиди
Включає три підвиди:
- Catamblyrhynchus diadema diadema Lafresnaye, 1842 — Анди від північно-західної Венесуели, в Колумбії, до південного Еквадору.
- Catamblyrhynchus diadema federalis Phelps, Sr & Phelps, Jr, 1953 — прибережний гірський масив північної Венесуели.
- Catamblyrhynchus diadema citrinifrons Berlepsch & Stolzmann, 1896 — Анди в Перу, Болівії та крайній північний захід Аргентини.